# وادي النوب (صعفان)

تعديل مصدري - تعديل

وادي النوب هي إحدى قرى عزلة مدول بمديرية صعفان التابعة لمحافظة صنعاء، بلغ تعداد سكانها 83 نسمة حسب تعداد اليمن لعام 2004.